# Palazzo del Banco di Santo Spirito
Il palazzo del Banco di Santo Spirito, già della Zecca Vecchia, è un edificio sito in via del Banco di Santo Spirito, a Roma, nel rione Ponte.

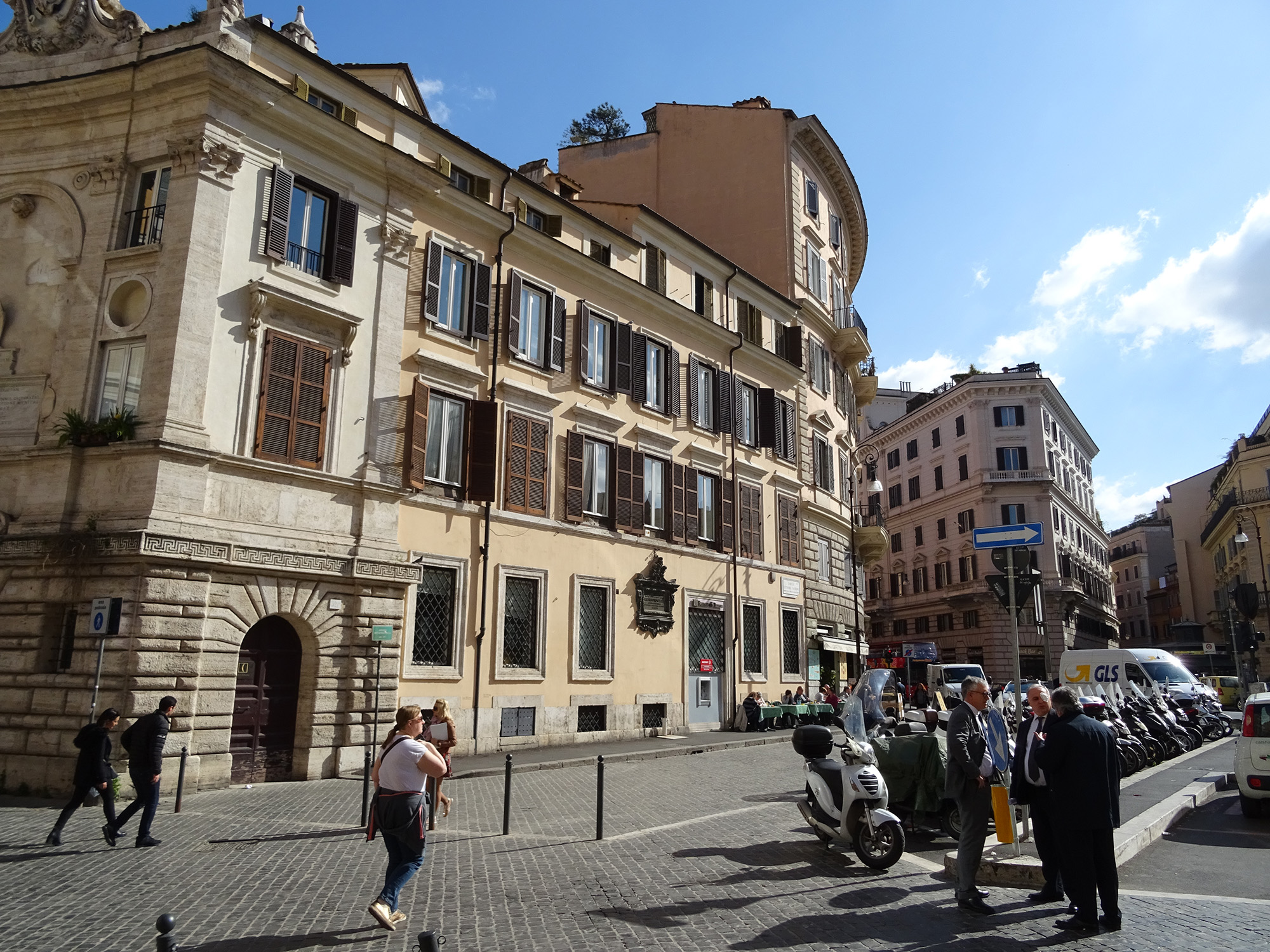
Il lato del palazzo del Banco di S. Spirito su largo Ottavio Tassoni con la targa bronzea dedicata a Benvenuto Cellini

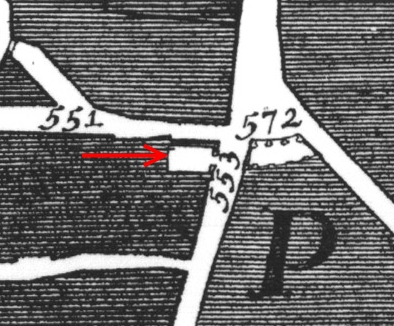
Il palazzo del Banco di S. Spirito nella Pianta di G.B. Nolli al n.572

## Storia
Il pontefice Giulio II decise nel 1504 una riforma monetaria ed affidò a Bramante la sistemazione di un preesistente edificio da destinare a zecca pontificia. Qui furono coniate le monete d'argento dette giulii, del valore di un decimo del ducato aureo ed altre monete e medaglie, alcune delle quali erano opera di Benvenuto Cellini.
Qualche anno dopo, Leone X incaricò Antonio da Sangallo il Giovane di costruire la facciata dell'edificio, che fu completata nel 1524, suscitando scalpore per la novità del suo aspetto leggermente concavo che anticipava soluzioni poi divenute caratteristiche dello stile barocco.
Nel 1541 la zecca fu trasferita altrove e l'edificio rimase inutilizzato ma conservò il nome di "Zecca vecchia".
Nel 1605 avvenne a Roma un tracollo economico con il fallimento di alcuni banchieri ed il papa Paolo V fondò il Banco di Santo Spirito, il cui capitale era garantito dalle proprietà dell'ospedale di Santo Spirito in Sassia.
Nel 1666 l'ospedale, su disposizione di Clemente IX, acquistò il palazzo della Zecca vecchia per destinarlo a sede del Banco, provvedendo alle necessarie modifiche interne affidate all'architetto Giovanni Tommaso Ripoli.

Fino agli sventramenti che dettero luogo alla realizzazione di Corso Vittorio Emanuele II, il palazzo aveva la funzione di testata d'angolo sulla confluenza tra Via dei Banchi Vecchi e Via dei Banchi Nuovi nel Canale di Ponte.

## Descrizione
La facciata è leggermente concava e risvolta ai due lati dell'edificio per la profondità di una finestra; il basamento è bugnato e termina in una fascia decorata da una greca; il portale, rettangolare affiancato da due finestre, è sormontato dallo stemma di Clemente IX.
Sul basamento insistono quattro paraste poggiate su piedistalli, due angolari e due che incorniciano un grande arco con iscrizioni, stemma dell'Ospedale ed in alto una testa di leone. Ai lati, tra le paraste, due finestre, due oculi e due finestre a loggia. La facciata termina con un massiccio cornicione sul quale, ai lati sono poste le statue della Carità e dell'Abbondanza ed al centro un fastigio con lo stemma di Paolo V, fondatore del Banco.
Attualmente, il palazzo è ancora sede di attività bancaria, ospitando al piano terra un'agenzia dell'UniCredit.